# Paramya subovata
Paramya subovata är en musselart som först beskrevs av Conrad 1845.  Paramya subovata ingår i släktet Paramya och familjen sandmusslor. Inga underarter finns listade i Catalogue of Life.